# Етенон
Етенон (кетен) — це найпростіший кетен з хімічною формулою {\displaystyle {\ce {CH2=C=O}}}. За кімнатної температури нестабільний.

## Отримання
Етенон отримують піролізом ацетону. Спочатку ацетон розпадається на CH3-CO та CH3, а потім атом гідрогену з першого радикалу переходить до другого, залишаючи кетен, та утворює метан:
Іншим способом отримання етенону є піроліз оцтової кислоти за температури 700—750°С:
Також можна отримати дегідрогалогенуванням оцтового хлорангідриду. Для цього використовують сильні органічні основи, наприклад, третинні аміни:
Ще один спосіб отримання — дебромування бромангідриду бромоцтової кислоти цинком:

## Хімічні властивості

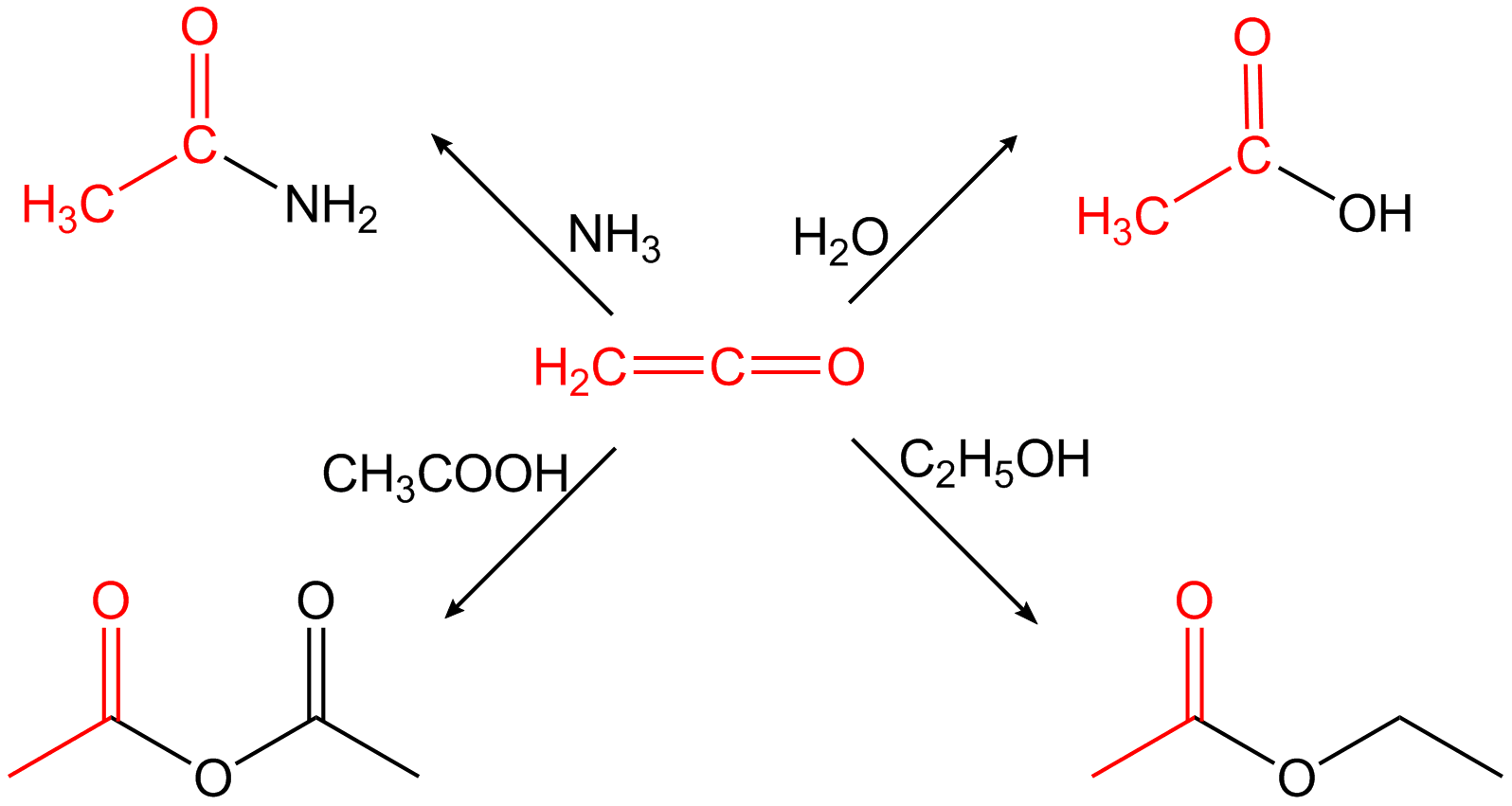
Ацилювання різних речовин етеноном. Червоним показано ацетил

Етенон дуже хімічно активний.

### Ацилювання
Реагує з багатьма нуклеофілами, ацилюючи їх. Він взаємодіє з водою, утворюючи оцтову кислоту:
{\displaystyle {\ce {CH2=CO + H2O->CH3-COOH}}}
Аналогічно взаємодіє зі спиртами, але в цій реакції утворюються естери:
{\displaystyle {\ce {CH2=CO +ROH ->CH3-CO-OR}}}

Загальна схема всіх реакцій етенону з протоновмісними сполуками

При взаємодії з оцтовою кислотою утворює оцтовий ангідрид:
{\displaystyle {\ce {CH2=CO +CH3-CO-OH ->CH3-CO-O-CO-CH3}}}
Також ацилює аміак і аміни (окрім третинних), утворюючи аміди оцтової кислоти:
{\displaystyle {\ce {CH2=CO + HNR2 -> CH3-CO-NR2}}}
У присутності кислотного каталізатора ацилює також карбонільні сполуки, точніше їх енольну форму. Наприклад, при взаємодії з ацетоном утворюється ізопропенілацетат — естер оцтової кислоти та пропен-2-олу, нестабільного тавтомера ацетону:
{\displaystyle {\ce {CH3-CO-CH3 <-> CH2=C(OH)-CH3}}}
{\displaystyle {\ce {CH2=C(OH)-CH3 + CH2=CO -> CH2=C(CH3)-O-CO-CH3}}}

### Циклоприєднання
При приєднанні різних сполук до подвійного зв'язку між атомами карбону кетену утворюються 4-членні циклічні сполуки.
При приєднанні кетену до карбонільних сполук утворюються β-лактони. Прикладом такої реакції є димеризація кетену, яка відбувається за кімнатної температури, утворюючи дикетен:
Також можна приєднувати іміни. У цій реакції утворюються β-лактами:
Без каталізатора етенон не приєднує алканів, але приєднує дієни та інші ненасичені сполуки, наприклад, вінілові етери або естери.

### Відновлення
При відновленні воднем у присутності паладію утворюється ацетальдегід. Ацетальдегід може реагувати з кетеном, утворюючи вінілацетат.
{\displaystyle {\ce {CH2CO + H2 -> CH3CHO}}}

### Хлорування
Етенон може приєднувати хлор, утворюючи хлорангідрид хлороцтової кислоти:
{\displaystyle {\ce {CH2CO + Cl2-> CH2ClCOCl}}}

## Застосування
Найголовніше застосування етенону — синтез оцтового ангідриду. Друге за важливістю застосування — синтез дикетену. Також використовують для отримання сорбінової кислоти, хлорацетил хлориду, ізопропенілацетату, 4,4,4-тригалогенацетооцтового естеру та інших речовин.